# Wissensgeschichte
Die Wissensgeschichte befasst sich mit dem Wissen, das sich im Laufe der Menschheitsgeschichte angesammelt hat, sowie ihrer historischen Formen, Fokusse, Akkumulation, Träger, Wirkungen, Vermittlung, Verteilung, Anwendungen, gesellschaftlicher Kontexte, Bedingungen und Produktionsmethoden.
Sie ist verwandt mit der Wissenschaftsgeschichte und der Geschichte der Philosophie und umfasst alle Felder der Wissensfindung, wie etwa Logik, Philosophie, Mathematik, Wissenschaft, Soziologie, Psychologie, Data-Mining etc.
Sie umfasst alle Formen der Produktion und Zirkulation von Wissen und ist daher nicht auf den akademischen Bereich beschränkt.